# 小行星12910
小行星12910（12910 Deliso）是一颗绕太阳运转的小行星，为主小行星带小行星。该小行星于1998年9月17日发现。

## 轨道参数
小行星12910的轨道半长轴为2.6032793 UA，离心率为0.055。